# Francis Ponge
Francis Jean Gaston Alfred Ponge (Montpellier, 27 de março de 1899 — Paris, 6 de agosto de 1988) foi um poeta francês.

## Biografia
Francis Ponge nasceu no dia 27 de março de 1899, em Montpellier, França. Aos sete anos é iniciado precocemente na música aprendendo a tocar Schumann, entre outros autores clássicos. Desde muito cedo se dedicou ao estudo do Latim e ao significado das palavras, tornando a linguagem, como sua principal preocupação literária ao longo de toda sua obra. Publicou seu primeiro texto, Sonnet, na revista Presqu'île, em 1916. Estudou Direito e Filosofia na Sorbonne não obtendo aprovação na Licenciatura em Filosofia por não conseguir falar no exame oral. Em 1922 se une a Nouvelle Revue Française e aproxima-se dos surrealistas com os quais compartilhava convicções políticas, mas, abandona-os em seguida por não concordar com suas manifestações e freqüentes discussões. Em 1936 torna-se líder sindical dos funcionários da Messageries Hachette e no ano seguinte filia-se ao Partido Comunista Francês e é demitido pela Hachette passando a trabalhar em companhias de seguros. Após ser membro ativo da Resistência Francesa durante a segunda guerra, Ponge assume um posto de chefia no diário Progrès de Lyon onde publica 53 artigos anônimos sob o título Hors Sac. Reconhecido mundialmente por sua obra Le Parti Pris des Choses (1942, geralmente vertida em português como 'O Partido das Coisas'), em que refuta a efusão lírica e a subjetividade descrevendo os objetos cotidianos em uma linguagem aparentemente objetiva e científica. Ponge explora a realidade da língua, que, em sua opinião, dignifica e humaniza todo o ser humano. Em suas descrições um pouco humorísticas, emprega neologismos criados a partir da etimologia das palavras. Esta apreensão do mundo através de vertiginosa profundidade da linguagem foi batizada com o nome de ‘objeu’ e combina as atividades criativas e críticas do escritor.
Francis Ponge morre no dia 6 de agosto de 1988 em Bar-sur-Loup e no mês de setembro a revista Paris consagra-lhe sua página de capa, com uma homenagem de Jacques Chirac, Prefeito de Paris. No dia 20 de setembro é inaugurada a praça Francis-Ponge em Montpellier e no dia 2 de fevereiro do ano seguinte é emitida pelos Correios da França, a série "Poetas franceses do século XX" (Paul Éluard, André Breton, Louis Aragon, Jacques Prévert, René Char), com um selo contendo a efígie de Francis Ponge.
Ponge desenvolveu sua prosa poética em Doce pequeños escritos (1926), Poemas (1948), La Rage de l'expression (1952), La gran recopilación (1961, 3 vols.), El jabón (1967) e Fábrica del Prado (1971). Também escreveu ensaios como Pour un Malherbe (1965) e um livro sobre crítica da arte, Estudios de Pintura (1948). Exerceu grande influência no desenvolvimento da 'literatura objetiva’ dos novelistas da década de 1950.